# Bouroum-Bouroum (département)
Pour les articles homonymes, voir Bouroum-Bouroum (homonymie).
Pour le village chef-lieu, voir Bouroum-Bouroum.
Ne doit pas être confondu avec Bouroum (département).
Bouroum-Bouroum est un département et une commune rurale de la province du Poni, situé dans la région du Sud-Ouest au Burkina Faso.
Sa population totale comptait 10 231 habitants en 2006.

## Villages
Le département et la commune rurale de Bouroum-Bouroum est administrativement composée de quinze villages, dont le village chef-lieu homonyme (populations en 2006) :
- Banlo (529 habitants)
- Bouméo (752 habitants)
- Bouroum-Bouroum (2 855 habitants), chef-lieu
- Gbonfléra (541 habitants)
- Hella (712 habitants)
- Kokora (897 habitants)
- Konséra (359 habitants)
- Mingboura (175 habitants)
- Séouo (930 habitants)
- Sibéra (803 habitants)
- Sidana (135 habitants)
- Tikitioanao (895 habitants)
- Timbarbitionao (251 habitants)
- Tiogagara (228 habitants)
- Youmpoa-Tiopanao (169 habitants)